# Risåstjärnen, Ångermanland
Risåstjärnen är en sjö i Sollefteå kommun i Ångermanland och ingår i Ångermanälvens huvudavrinningsområde. Sjön har en area på 0,111 kvadratkilometer och ligger 252 meter över havet. Sjön avvattnas av vattendraget Kvarnån.

## Delavrinningsområde
Risåstjärnen ingår i det delavrinningsområde (705348-154295) som SMHI kallar för Utloppet av Hemsjön. Medelhöjden är 275 meter över havet och ytan är 8,32 kvadratkilometer. Det finns inga avrinningsområden uppströms utan avrinningsområdet är högsta punkten. Kvarnån som avvattnar avrinningsområdet har biflödesordning 3, vilket innebär att vattnet flödar genom totalt 3 vattendrag innan det når havet efter 110 kilometer. Avrinningsområdet består mestadels av skog (76 procent). Avrinningsområdet har 1,12 kvadratkilometer vattenytor vilket ger det en sjöprocent på 13,4 procent.